# Distretto di Massaua
Il distretto di Massaua è un distretto dell'Eritrea nella regione del Mar Rosso Settentrionale, che ha come capoluogo la città portuale di Massaua.